# Яринівська сільська рада
Яри́нівська сільська́ ра́да — колишній орган місцевого самоврядування в Березнівському районі Рівненської області. Адміністративний центр — село Яринівка.

## Загальні відомості
- Яринівська сільська рада утворена в 1939 році.
- Територія ради: 55,05 км²
- Населення ради: 857 осіб (станом на 2001 рік)

## Населені пункти
Сільській раді підпорядковані населені пункти:
- с. Яринівка

## Склад ради
Рада складається з 14 депутатів та голови.
- Голова ради: Юрчик Валентина Зіновіївна
- Секретар ради: Котелюх Ольга Олексіївна

### Керівний склад попередніх скликань
| ПІБ                        | Основні відомості                                                          | Дата обрання | Дата звільнення |
| -------------------------- | -------------------------------------------------------------------------- | ------------ | --------------- |
| Харчук Микола Васильович   | Сільський голова, 1954 року народження, член Соціалістичної партії України | 26.03.2006   | 31.10.2010      |
| Юрчик Валентина Зіновіївна | Сільський голова, 1961 року народження, освіта вища, безпартійний          | 31.10.2010   |                 |

Примітка: таблиця складена за даними сайту Верховної Ради України